# Pelagea Khanova
Pelaguea Sergeyevna Khanova (russo: Пелаге́я Серге́евна Ха́нова), nascida em Novosibirsk (14 de julho de 1986), é uma cantora russa. Ela canta canções folclóricas de diferentes nações em diferentes idiomas, romances e composições escritas pelos membros de seu grupo, principalmente em arranjos de rock. 

## Vida e carreira
A mãe de Pelageya, Svetlana Gennadiyevna Khanova (em russo: Светлана Геннадьевна Ханова), ex-cantora de jazz, diretora teatral e instrutora de artes performáticas, é agora produtora e diretora de arte da banda de sua filha. O pai de Pelageya é desconhecido. Seu sobrenome Khanova é o sobrenome do último marido de sua mãe. Aos oito anos, Pelageya entrou na escola musical ligada ao Novosibirsk Conservatoire. Aos nove anos, ela foi premiada com o título de "Melhor cantora de folk da Rússia em 1996" em um concurso de televisão. E aos dez anos, ela assinou um contrato com a gravadora FeeLee Records e a família se mudou para Moscou. Aos 14 anos completou o ensino escolar por correspondência e ingressou na Academia Russa de Artes Teatrais, na qual se graduou com honras em 2005.
Em 1997, ela cantou no concerto de Concurso de 850 anos de Moscou, foi a única intérprete na Cúpula dos Chefes de Governo dos Três Estados (Jacques Chirac, Helmut Kohl e Boris Yeltsin) e participou do programa de TV KVN como membro da equipe da Universidade Estadual de Novosibirsk.
Em julho de 1999, ela foi convidada por Mstislav Rostropovich para um festival musical na França ao lado de Evgeny Kissin, Ravi Shankar e BB King. Em uma entrevista ao jornal francês, Galina Vishnevskaya - esposa de Rostropovich - chamou-a então de "o futuro da ópera mundial". Em 2000, Pelageya montou uma banda sob o nome dela.
Em 2009, Pelageya recebeu o título de "Melhor solista feminina do ano", segundo a Nashe Radio. Em janeiro de 2010, ela participou do projeto Bobble, de Bobby McFerrin.
Pelageya é um dos quatro jurados do reality show de talentos russo The Voice nas temporadas 1 a 3 e 6. Também é uma das três juradas do The Voice Kids nas temporadas 1 a 3 e 5.
Durante a cerimônia de abertura da Olimpíada de Inverno de 2014, ela cantou a música folclórica russa Oy, to ne vecher (Ой, то не вечер).
Após o nascimento de sua filha, ela retorna à música participando do concerto de aniversário de Nikolay Rastorguyev, a líder da banda Lyube, onde ela executa a música Конь (Horse) em dueto com ele.

## Vida pessoal
Em 2010, Pelageya se casou com Dmitry Efimovich, um diretor de televisão. Eles se divorciaram dois anos depois. Ela agora é casada com o jogador de hóquei russo, Ivan Telegin. Eles têm uma filha Thaisia (em russo: Таисия).

## Discografia
2003 - Pelageya (Пелагея)
2007 - Maid's songs (Девушкины песни)
2009 - Siberian drive (Сибирский драйв)
2010 - Caminhos (Тропы)
Membros da banda
Pelageya Khanova - vocais
Pavel Deshura - guitarra, backing vocals, arranjo
Svetlana Khanova - produtora, composição, arranjo, mixagem de áudio
Dmitry Zelensky - bateria
Alexander Savinykh - baixo, backing vocals
Anton Tsypkin - bayan (acordeão), teclados
Sergey Poluboyarinov - diretor de som